# Захарук Іван Володимирович
Захарук Іван Володимирович (нар. 20 вересня 1991, с. Мозкове, Краснопільський р-н, Сумська обл. — пом. 17 лютого 2024, с. Пречистівка, Волноваський р-н, Донецька обл) — український спортсмен, майстер спорту України з панкратіону, старший солдат Збройних сил України, доброволець, розвідник, учасник російсько-української війни.

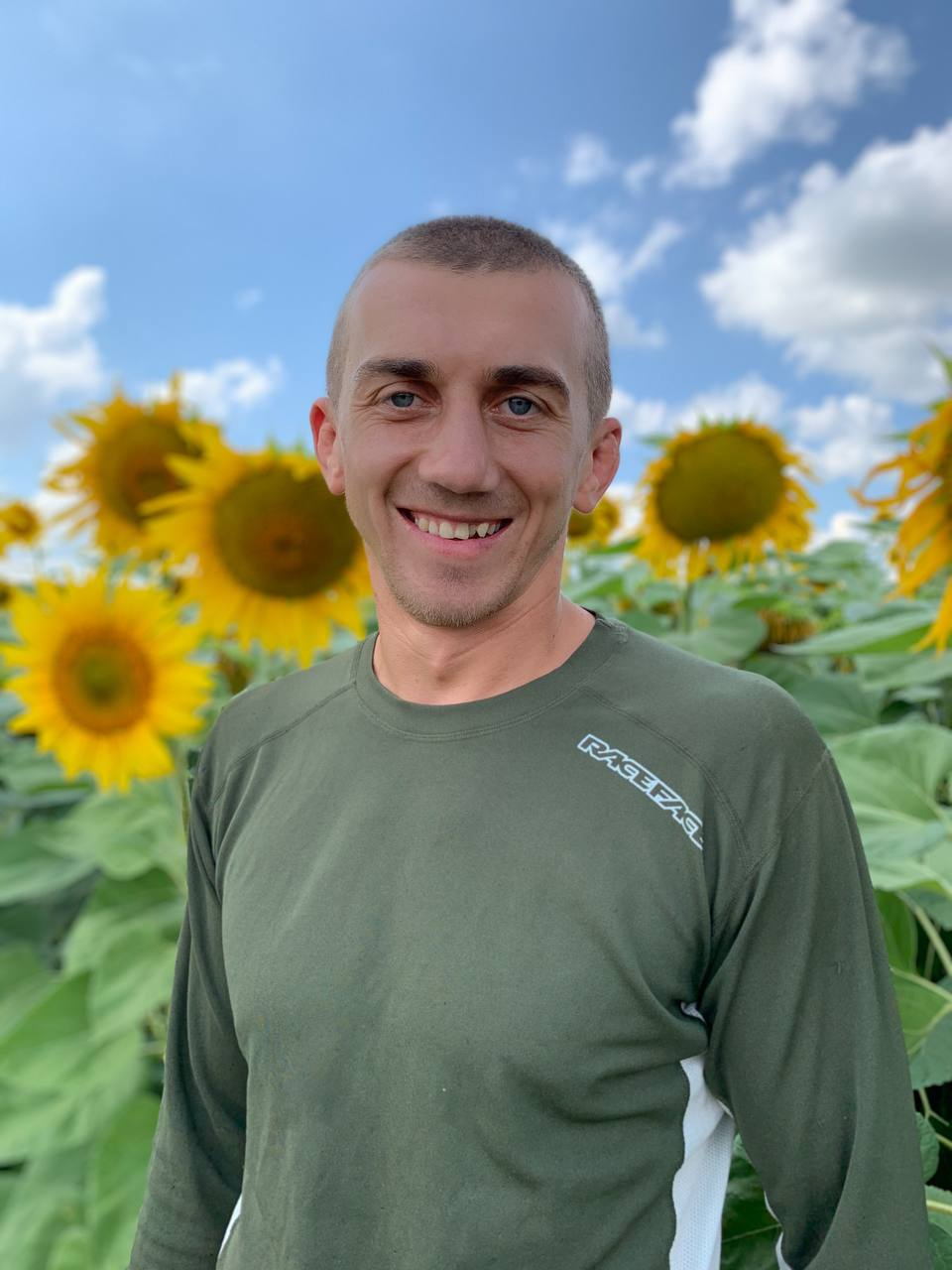

| Захарук Іван Володимирович | Захарук Іван Володимирович     |
| -------------------------- | ------------------------------ |
| Загальна інформація        |                                |
| Національність             | українець                      |
| Місце проживання           | м. Суми                        |
| Дата народження            | 20.09.1991                     |
| Дата смерті                | 17.02.2024                     |
| Місце смерті               | с.Пречистівка (Донецька обл.)  |
| Дружина                    | Захарук Катерина Володимирівна |

## Життєпис
Захарук Іван народився 20 вересня 1991 року в с. Мозкове, Краснопільського р-ну, Сумської області.
Іван мав досить складне дитинство, у 13 років став сиротою, опікунство взяв на себе рідний дядько Івана — Анатолій Кошлатий, вихованням Івана більше займалася тітка Галина, дружина опікуна. Вона завжди переймалася, щоб Іван здобув освіту, мотивувала його до навчання, добре ставилася до нього та вважала за рідного сина.
У 22 роки Іван зустрів свою майбутню дружину, відносини почалися з дружби та переросли у кохання через 2 роки спілкування. Одружилися вже під час повномаштабної війни у 2022 році.

## Спортивна діяльність
Захарук Іван ще зі шкільних років проявляв особливий інтерес до спортивної діяльності, займався легкою атлетикою, футболом, але найбільше цікавився бойовими мистецтвами.
Вже у студентські роки Іван зосередив свою увагу на давньогрецькому бойовому мистецтві — панкратіоні, а у 2010 році почав виступати на обласних чемпіонатах.
Однією з перших перемог для Івана стало завойоване перше місце на Чемпіонаті Сумської області «Кубка губернатора» з панкратіону (2010).
У 2015 році за вагомий внесок у досягнення українського спорту Захаруку Івану було присуджене почесне спортивне звання «Майстер спорту України».
Іван був не лише видатним спортсменом, а й прикладом для багатьох у своєму професіоналізмі, завзятості та доброті, його пристрасть до панкратіону надихала оточуючих.
Він став на захист України одним із перших і був справжнім патріотом.

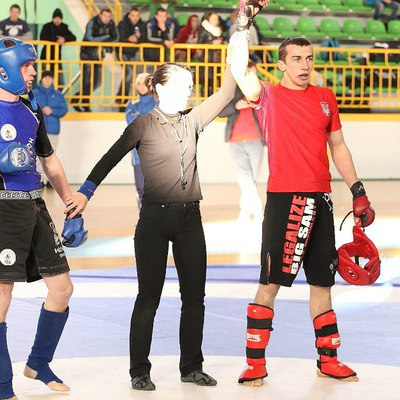
Чемпіон України з панкратіону.

## Нагороди, почесні звання, відзнаки
- Звання «Почесний громадянин міста Суми»; [4]
- Звання «Почесний громадянин Краснопільської територіальної громади» (2024);
- Медаль «За службу у розвідці» (2023);
- Посвідчення та нагрудний знак «Учасник бойових дій» (2023);
- Грамота «За проявлені особисту мужність і стійкість при виконанні військового обов’язку, високий професіоналізм та з нагоди Дня воєнної розвідки України» (2023);
- Почесна грамота Оперативного командування «Північ» Сухопутних військ Збройних Сил України (2023);
- Майстер спорту України з Панкратіону (2015);
- Подяка Голови Сумської обласної ради «За вагомий особистий внесок у розвиток та популяризацію фізичної культури та спорту, досягнення високих спортивних результатів» (2017);
- Чемпіон України з панкратіону у розділі «фул» (2017);
- Бронзовий призер «Кубка України» з панкратіону у розділі «фул» (2016);
- Бронзовий призер «Кубка України» з панкратіону у розділі «фул» (2015);
- Срібний призер чемпіонату України з панкратіону у розділі «традішин» (2014);
- Срібний призер «Кубка Сумської області зі змішаних єдиноборств ММА» (2013);
- Бронзовий призер «Кубка губернатора» з панкратіону (2011);
- Бронзовий призер чемпіонату України з панкратіону у розділі «греплінг» (2011);
- Срібний призер чемпіонату України з панкратіону у розділі «агон» (2011);
- Чемпіон «Кубка губернатора» з панкратіону у розділі «агон» (2010);
- Чемпіон в районних змаганнях з легкоатлетичного кросу (2008).

## Освіта
1998–2009 — навчався у Чернеччинському навчально-виховному комплексі.
2009–2010 — навчався у ДНЗ «Сумський центр професійно-технічної освіти харчових технологій, торгівлі та ресторанного сервісу».
2010–2012 — навчався у ДНЗ «Сумський центр професійно-технічної освіти харчових технологій, торгівлі та ресторанного сервісу».
2012–2013 — навчався у ДПТНЗ «Сумський професійний хіміко-технологічний ліцей».
2022–2024 — навчався у Сумському державному університеті.

## Військова служба
Старший солдат (доброволець);
Навідник — розвідувальний взвод, 58-ма окрема мотопіхотна бригада ім. гетьмана Івана Виговського (в/ч А 4532), з 05.04.2023 по 17.02.2024 р.
Старший розвідник — розвідувальний взвод, 63-й окремий стрілецький батальйон (в/ч А 4534), з 23.06.2022 по 05.04.2023 р.

## Дата та обставини смерті
17.02.2024 , с. Пречистівка, Волноваський р-н, Донецька обл.
14 лютого противник завдав удар керованими авіабомбами по позиції на Вугледарському напрямку (Донецька обл.), на якій знаходилися 2 побратими Захарука Івана. Рятувальний екіпаж оперативно вирушив на пошуки бійців. 1-го військовослужбовця вдалося відшукати під 3-х метровими завалами землі та врятувати йому життя, іншого військовослужбовця не знайшли. Повторні пошуки рятувальним екіпажем загиблого бійця не відбулися через активні наступальні дії противника.
Попри безперервні штурми з боку окупантів, які були підкріплені авіацією, артилерією та важкою бронетехнікою противника, Іван не покинув тіло полеглого побратима, повністю оцінюючи ситуацію, що посадку скоро заберуть, а загиблий буде вважатися безвісти зниклим і родина не зможе з ним попрощатися, він прийняв сміливе рішення – знайти та повернути тіло соратника.
17 лютого Іван Захарук вийшов на своє останнє завдання. Пошукова операція загиблого військового тривала близько 4 годин, тіло знайшли під 6 метровими завалами. Після проведення пошукових заходів, тіло загиблого побратима відтягнули до найближчого бліндажу та чекали сутінок для здійснення евакуації, проте пряме влучання артилерійського снаряда обірвало життя Захарука Івана.
Поховали Івана Захарука на Алеї Слави Ново-Центрального Баранівського кладовищі  в м. Суми.